# Digitální model povrchu
Digitální model povrchu (DMP), také digital surface model (DSM), představuje digitální model terénu doplněný o veškeré umělé a přírodní objekty (např. vegetace nebo budovy). 
Způsoby vytvoření digitálního modelu povrchu:
- Fotogrammetrie
- Lidar
- IfSAR